# Бернбург (замок, Саксония-Анхальт)
Бернбург (нем. Schloss Bernburg) — ренессансный замково-дворцовый комплекс на высоких скалах из песчаника на восточном берегу Заале над городом Бернбург в земле Саксония-Анхальт, Германия. Комплекс возник на месте средневековой крепости. В настоящее время собственником замка является «Культурный фонд Саксонии-Анхальт».

## История

### Ранний период

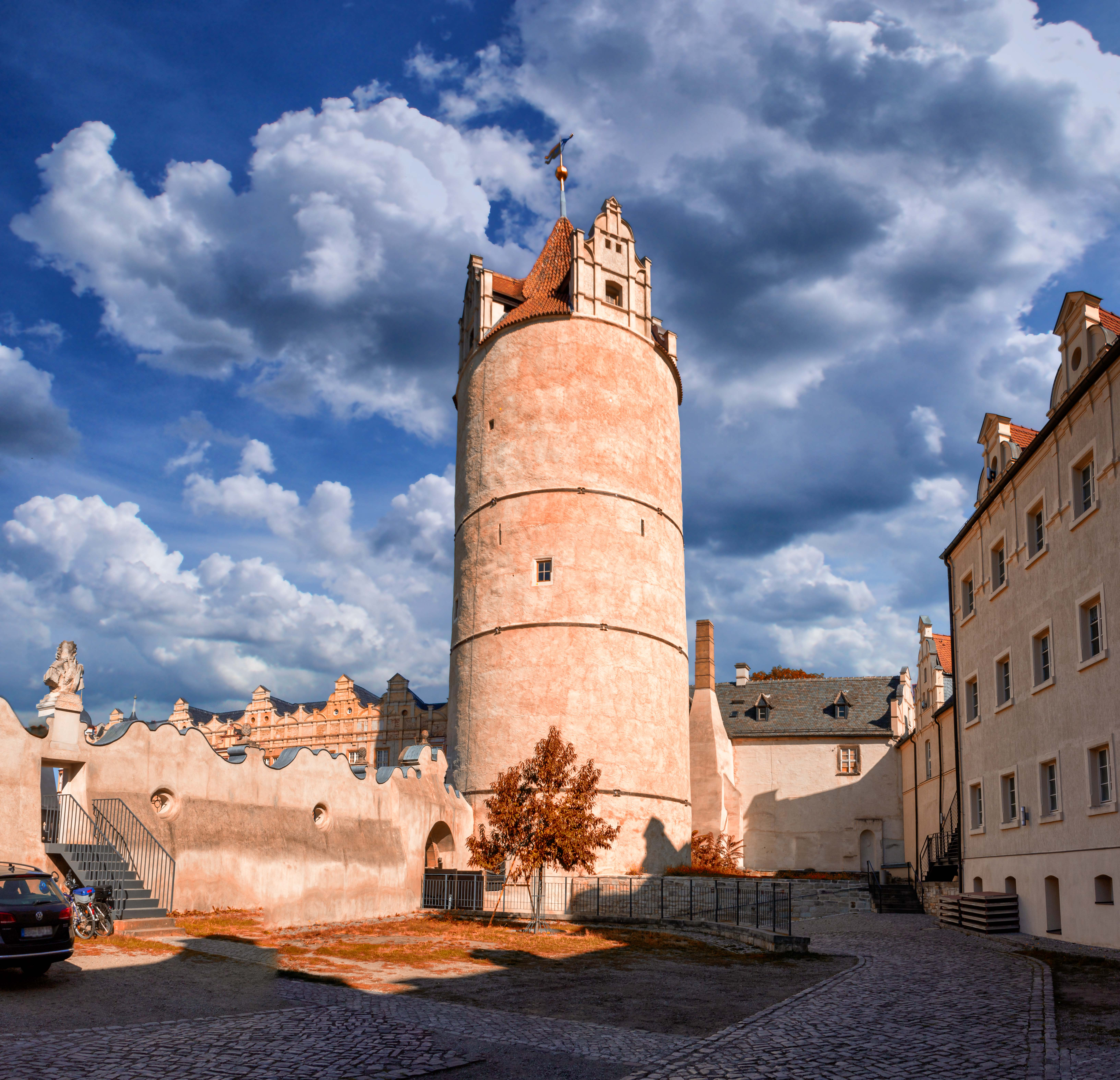
Бергфрид замка, называемый «Башня Уленшпигеля»

Замок Бернбург впервые упоминался в документах  от 29 июня 961 года как укрепление в Саксонии с валом и рвом, названное королём Оттоном I Великим как «Бранданбург». Археологические раскопки подтверждают существование крепости на месте нынешнего комплекса в ранее Средневековье.
В 1138 году замок вновь упоминается в документах. На это раз под названиями «Бернебурх» или «Бернеборх». На этот раз речь идёт о конфликте между сторонниками Вельфов и Гогенштауфенов. В то время здесь размещалась резиденция вдовствующей графини Эйлики Саксонской, матери первого бранденбургского маркграфа Альбрехта Медведя из рода Асканиев.
Во второй половине XII века герцог Бернхард III Саксонский реконструировал крепость в большой замковый комплекс в романском стиле. В это время строится бергфрид, который на тот момент стал одним из крупнейших в Германии. Согласно местной традиции, именно отсюда родом легендарный Тиль Ойленшпигель. Поэтому высокая башня традиционно называется его именем. 
Сохранившаяся романская часовня замка Святого Панкратия Римского также датируется второй половиной XII века. Панкратий считался покровителем рыцарей и знати, поэтому ему было посвящено много часовен в средневековых замках.Ещё Арнульф Каринтийский считал, что успешное завоевание им Рима в феврале 896 года и последующая коронация стали возможны при поддержке Святого Панкратия. Поэтому с разрешения папы Формоза он привёз в Родинг (Верхний Пфальц) мощи святого. Оттуда почитание Святого Панкратия распространилось среди рыцарства на всю Германию.
По сведениям их «Штаденских Анналов» часовня в Бернбурге была построена ещё до смерти Бернхарда III, так упоминается, что именно здесь состоялась первая церемония отпевания покойного герцога. А уж затем тело доставили в бенедиктинский монастырь в Балленштедте, место захоронения представителей рода Асканиев. В определённом смысле это событие стало важным этапом в формировании автономной области Анхальт.
С 1498 года владения в Бернбурге перешли в собственность князей Анхальт-Кётен, которые превратили замок в административный центр и важную резиденцию для постоянного проживания. Многие здания были расширены и перестроены, а внешние укрепления значительно усилены. 

### Новое время

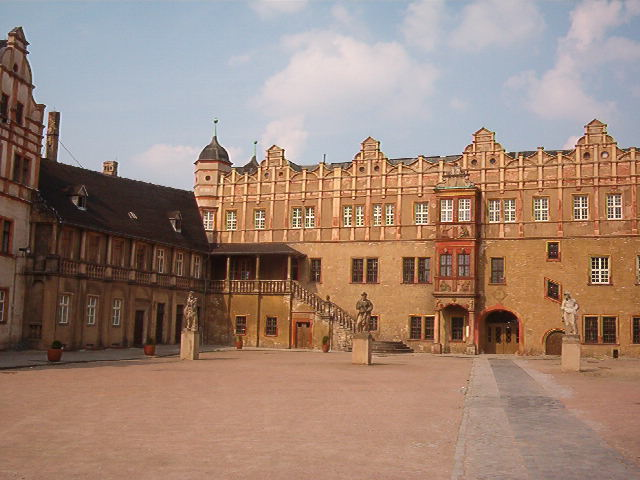
Длинный дворец внутри замка

В 1538 году князь Вольфганг фон Анхальт-Кётен (1508–1566) построил на северо-западе крепости новое здание с башнями, богато украшенное в стиле ренессанса. Работами руководил Андреас Гюнтер из Галле. В честь князя резиденция получила имя Вольфгангбау. Причём образцом для постройки послужил дворца Хартенфельс в Торгау, одного из главных шедевров раннего саксонского ренессанса. Ярким украшением Вольфгангбау в Бернбурге стали угловые круглые эркеры с орнаментами в античном стиле. Кроме того, на фасадах были изготовлены рельефы знаменитых князей и императора Карла V.
Вероятно, в это же время были построены и другие здания. В 1547 году князь Вольфганг фон Анхальт-Кётен был вынужден покинуть Бернбург, так как являлся активным членом Шмалькальденского союза князей-протестантов. Эта коалиция в итоге потерпела поражение в противостоянии с католической армией императора Карла V. Лишь позднее родственники князя из линии фон Дессау постепенно смогли вновь вступить в права владения замком и окрестными землями.
Князь Иоахим Эрнст фон Анхальт (правил в 1551–1586) заполучил регион Бернбурга в 1563 году. В 1567 году он начал строить просторное двухэтажное жилое здание для себя и своей жены к востоку от резиденции Вольфгангбау. Так в северной части замка возник комплекс, получивший название «Длинный дворец». Строительством занимался Никель Хоффман из Галле.
Иоахим Эрнст первоначально жил в своём замке в Рослау. И работы по расширению замка в Бернбурге он предпринял для образования здесь главной резиденции. Однако вскоре после завершения строительных работ в Бернбурге в 1570 году умер последний брат Иоахим Эрнст по имени Бернхард, который правил в Дессау. Таким Иоахим Эрнест смог объединить в своих руках почти весь Анхальта. Соответственно изменились и его планы. Он предпочёл перебраться в Дессау. Бернбург утратил своё значение и имел функции второстепенной резиденции. Тем не менее, после 1586 года было заложено ещё одно новое здание, получившее название дворец Иоганна Георга. Но работы шли медленно и к 1606 году всё ещё не были закончены.

### После 1600 года
Значение замка изменилось, когда Бернбург стал резиденцией одной из линий рода Анхальт в 1606 году. Но это событие не привело к радикальным переменам в архитектуре. А в 1765 княжеская резиденция была перенесена в Балленштедт и Бернбург вновь утратил свое значение. Он оставался периферийным владением вплоть до момента, когда Бернбургская линия династии Анхальт-Дессау пресеклась в 1863 году.
Продолжительное состояние второстепенной резиденции положительно сказалось на сохранении Бернубрга как образца ренессанской саксонской архитектуры. Даже перестройка внутренних помещений Длинного дворца в традициях классицизма в первой половине XIX века не очень сильно изменила прежний облик сооружений.
В 1860 году в бывшем рву ради потехи была построена яма для русского бурого медведя. Со временем зверь стал важным элементов и самостоятельной достопримечательностью замка. Во время реставрационных работ с 1992 по 1996 годах было восстановлено и медвежье логово. В настоящее время бурые медведи проживают в зоопарке Бернбурга.
Дворец Иоганна Георга сгорел во время пожара в 1895 году. Позднее его восстановили и отреставрировали. 
Масштабные реставрационные работы в замке Бернбург, который признали важной частью культурного наследия Саксонии-Анхальт, проводились в 1920-х и 1930-х годах. Восстановление интерьеров и ремонт резиденции возобновились после завершения Второй мировой войны.

## Современное использование
В части зданий замка располагается музей. Действует несколько постоянных экспозиций, посвящённых замку, его обитателям и истории Саксонии-Анхальт. Отдельная экспозиция посвящена истории пыток дает представление о мрачных временах Средневековья. Во дворце Иоганна Георга находится коллекция минералов. Имеется музей кабаре, посвящённый этому роду искусства в эпоху существования ГДР. 
Кроме объектов культуры в замке находится местный суд. 
С террасы замка открывается прекрасный вид долины Заале и предгорий Гарца. В хорошую погоду видны земли вплоть до Броккена. 

## Галерея

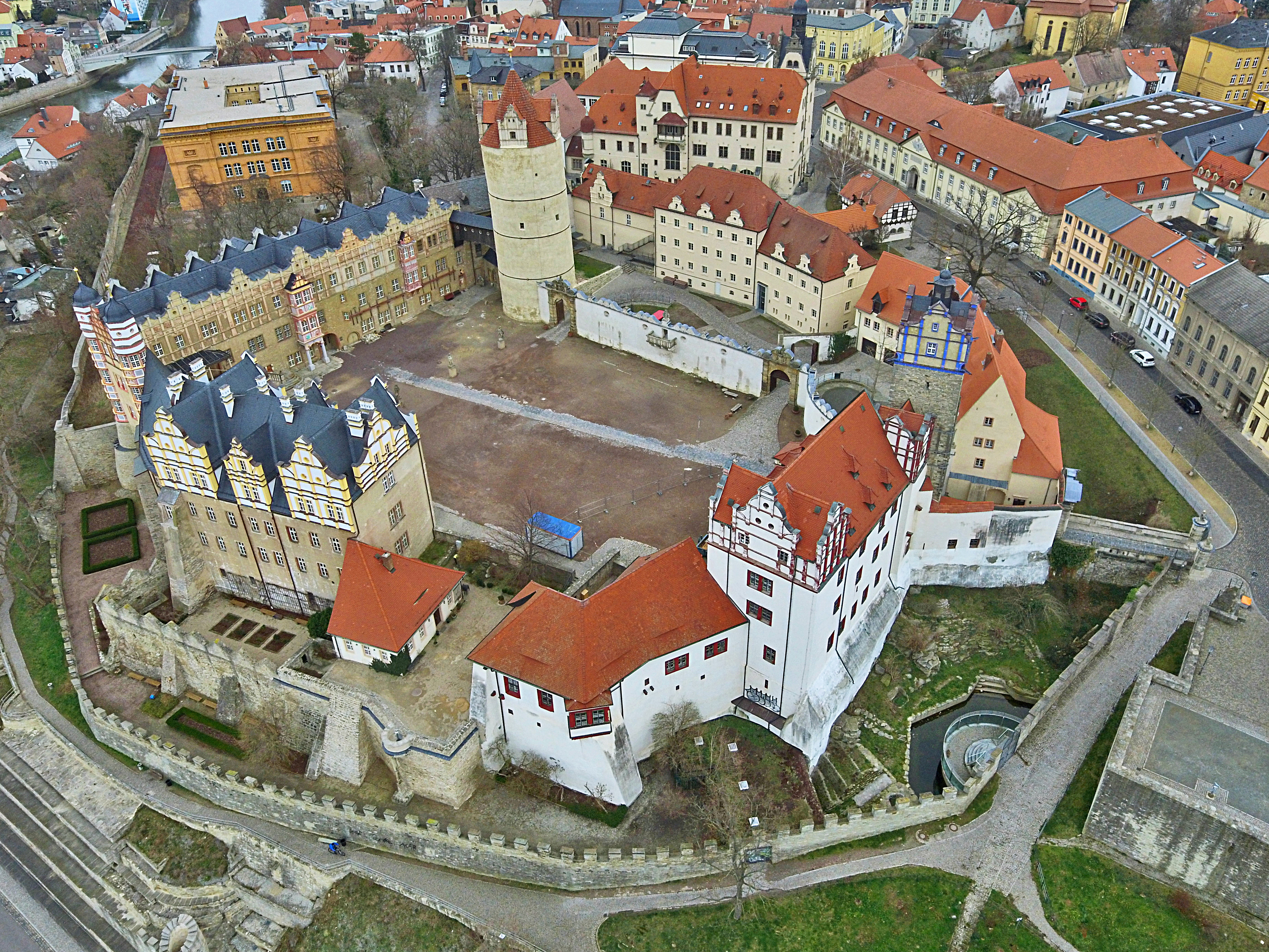
Вид комплекса с высоты птичьего полёта
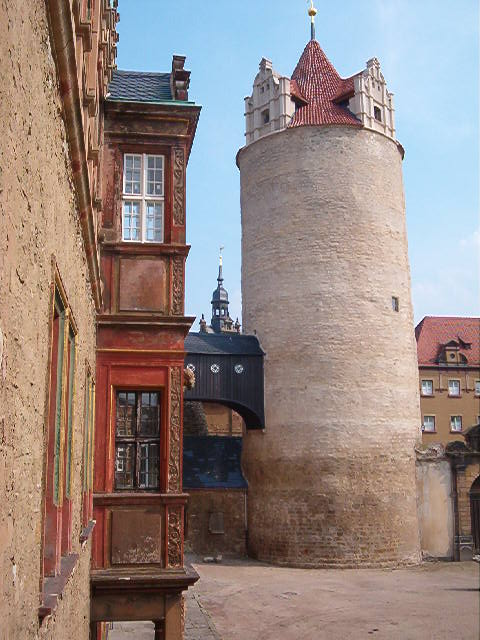
Эркер дворца Иоахима-Эрнста и башня Уленшпишгеля
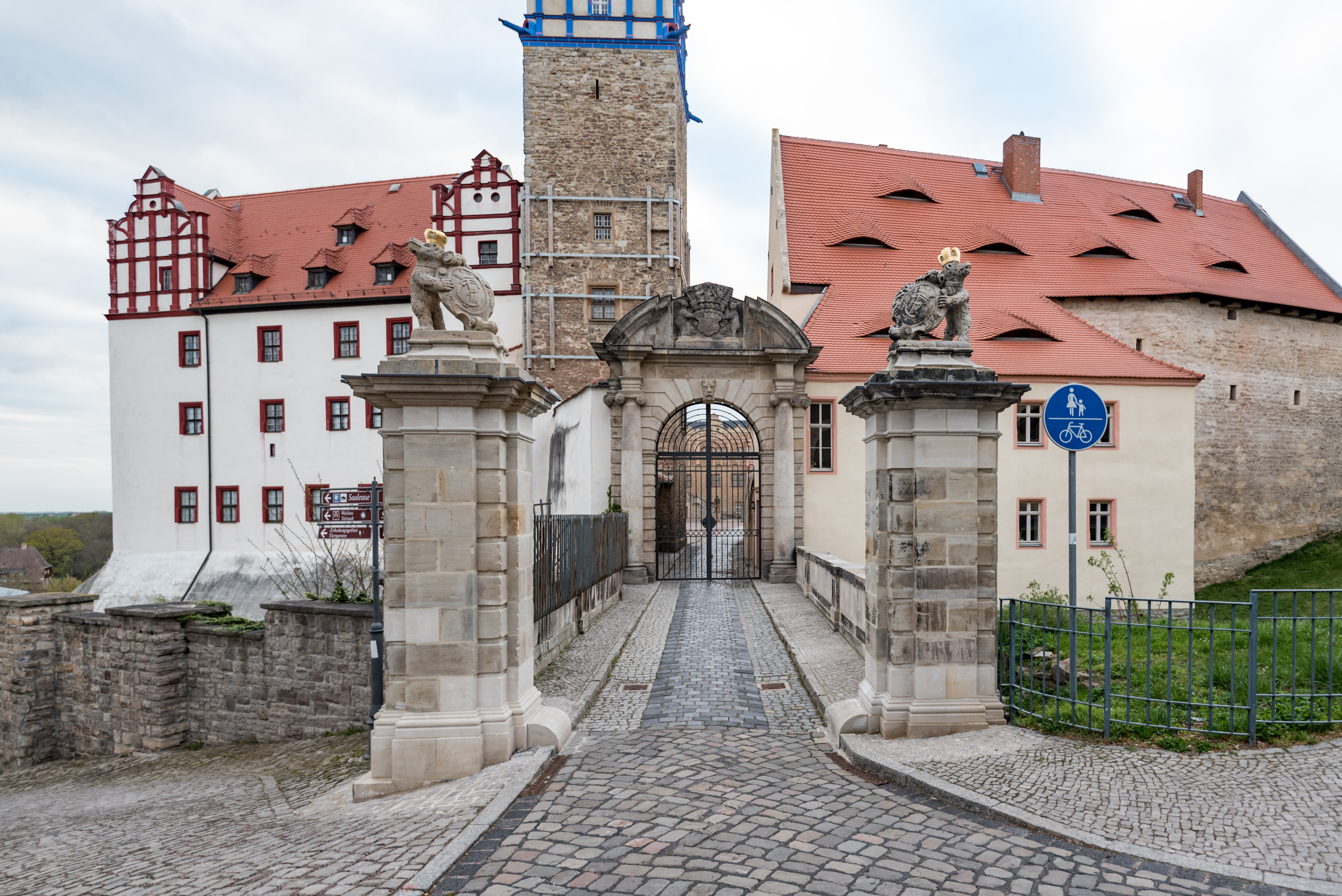
Ворота, ведущие ко дворцу
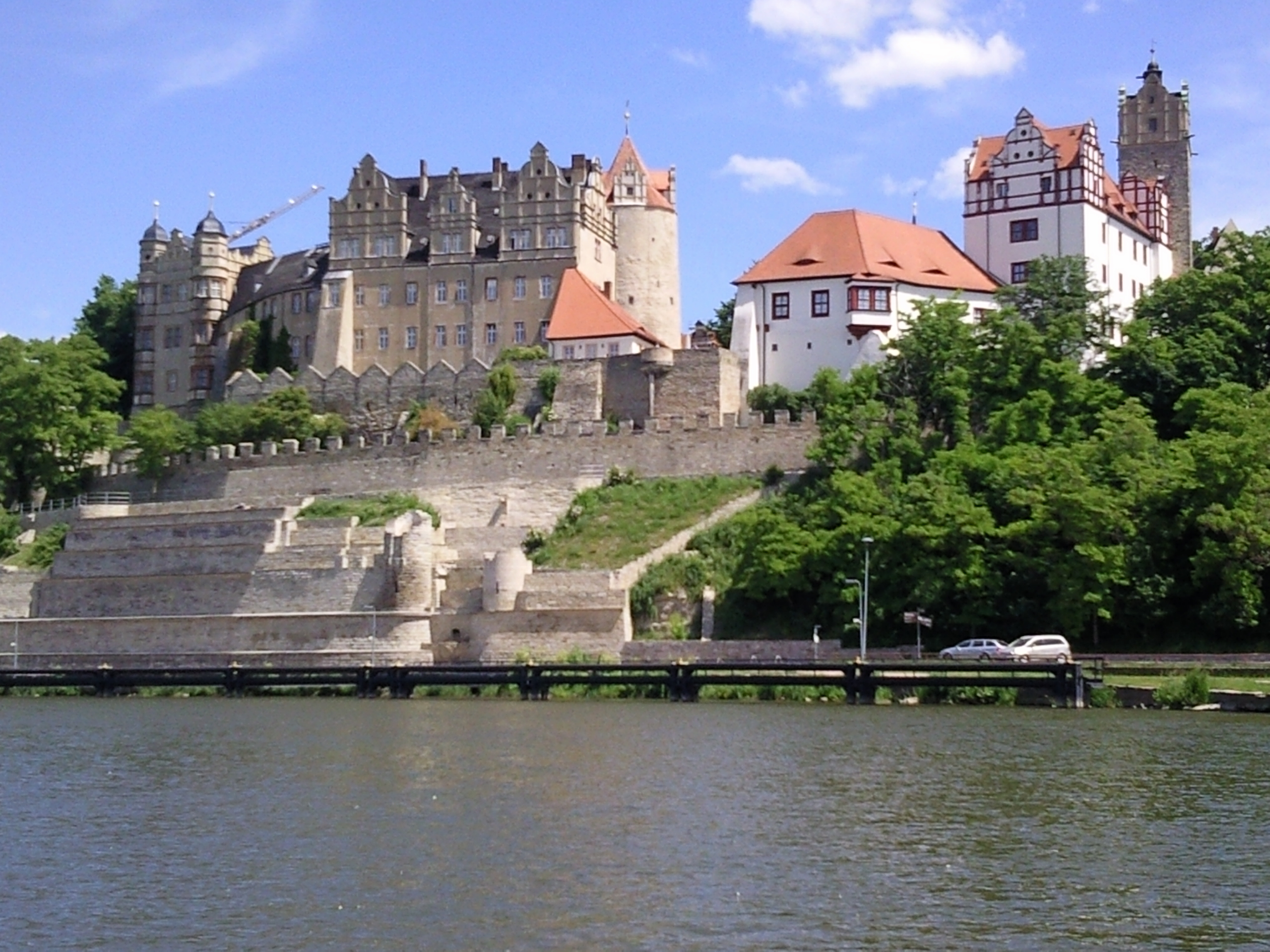
Вид замка со стороны реки Зале
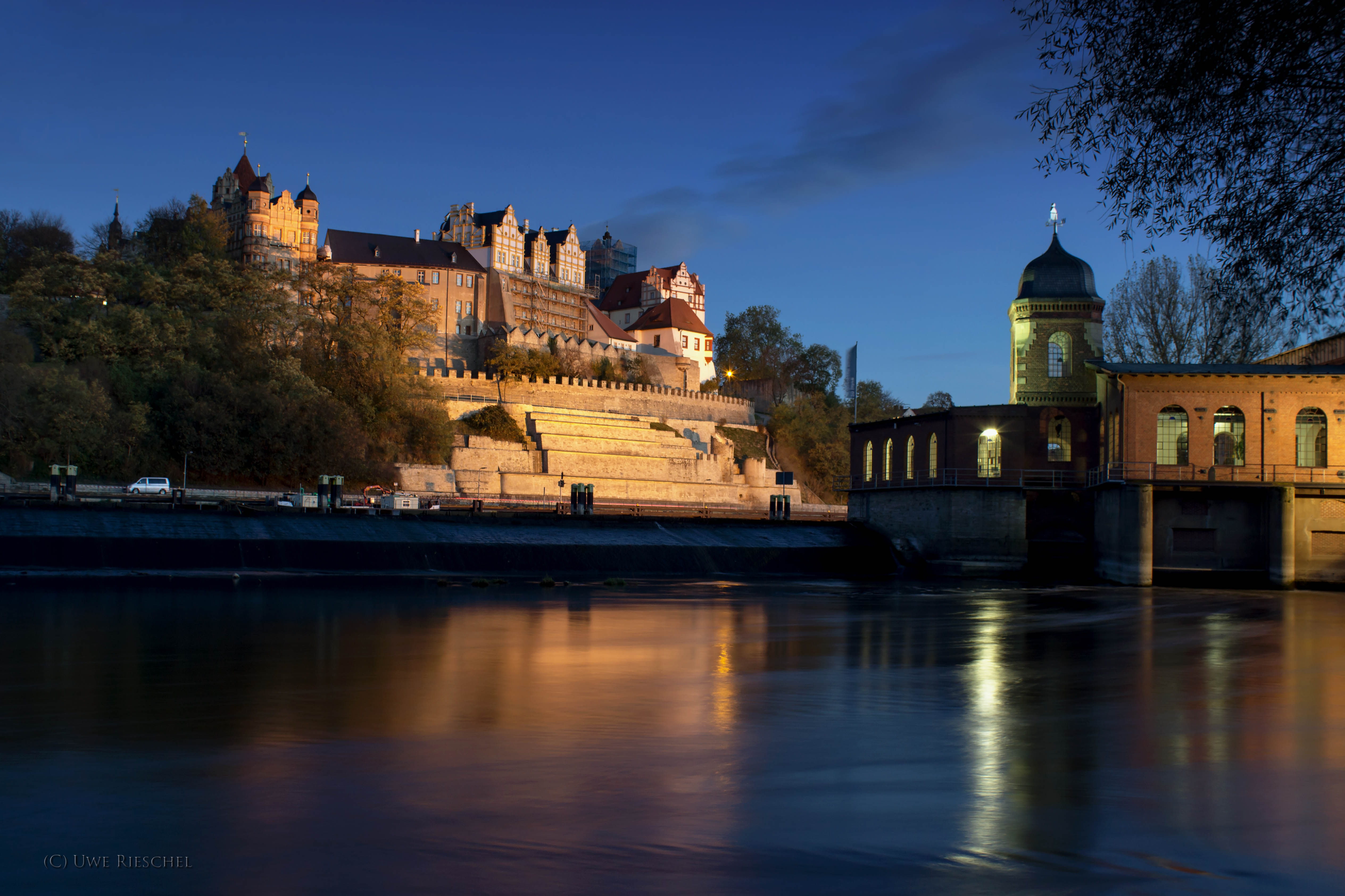
Подсветка замка в ночное время